# Esther Cañadas
Esther Cañadas née le 4 mars 1977 à Albacete en Espagne, est un mannequin et une actrice espagnole.

## Biographie
Esther Cañadas naît à Albacete et vit jusqu'à ses 14 ans à Alicante, moment à partir duquel elle part à Barcelone pour débuter dans le monde de la mode. En 1993, elle voyage à New York pour se présenter au concours de mannequin. Esther Cañadas défile sur de nombreux podiums à Paris, Milan ou New York. Elle travaille pour des marques comme Chloé, Gucci, Dolce & Gabbana, Versace Chanel ou encore Yves Saint Laurent. Elle est la muse de la styliste américaine Donna Karan et a été l'égérie de DKNY, Emporio Armani, Versace et Gianfranco Ferré. La modèle a aussi joué de petits rôles au cinéma.[réf. nécessaire]

### Vie privée
Âgée de 22 ans, elle se marie en juin 1999 avec le modèle hollandais Mark Vanderloo, alors âgé de 31 ans. Ils se séparent en novembre 2000. Par la suite, en avril 2007, Esther Cañadas se marie avec le pilote motocycliste Sete Gibernau à Gérone. En 2004, elle accueille pendant une courte durée Farzana, une fillette indienne,. Après quatre années de vie commune, le couple qu'elle forme avec Sete Gibernau se sépare. En septembre 2013, la modèle annonce qu'elle s'est fiancée à Vikram Chatwal mais ils rompent quelques semaines plus tard.
En décembre 2014, naît sa première fille, Galia Santina,.

## Filmographie
- 1999 : L'Affaire Thomas Crown : Anna Knutzhorn
- 2001 : Torrente 2: Misión en Marbella : caméo
- 2003 : Trileros